# Issoufou Dayo
Issoufou Dayo (6 de agosto de 1991), é um futebolista Burquinense que atua como zagueiro. Atualmente, joga pelo Nahdat Berkane.

## Carreira
Issoufou Dayo representou o elenco da Seleção Burquinense de Futebol no Campeonato Africano das Nações de 2017.